# Теварам
«Теварам» (Деварам; там. வாரம் «Гирлянда Богу») — сборник священных гимнов тамильской шиваитской поэзии бхакти. Представляет собой первые семь разделов более крупного произведения «Тирумурай». Теварам состоит из гимнов трёх наиболее выдающихся из тамильских святых-поэтов Наянаров — Самбандара, Аппара и Сундарара. Считается, что первые два из них жили в VII веке, а третий — в VIII веке. В период правления Паллавов, Наянары активно путешествовали по территории Тамилнада, проповедуя и воспевая гимны в духе шиваитской бхакти.
В X веке, в период правления Раджараджи Чолы I, Намбияндар Намби обнаружил манускрипты гимнов Наянаров вместе с другими религиозными литературными произведениями в храме Шивы в Чидамбарам. С тех пор гимны Теварам вот уже много веков повсеместно декламируются и воспеваются в храмовых ритуалах.
275 храмов, упоминаемых в «Теварам» как объекты паломничества бхактов, называются падал петра стхалам. Чаще других упоминаются:
- храм Шивы Саттайнатха[англ.] в Сиркажи[англ.] (71 раз, родной город Самбандара);
- храм Шивы Тьягараджи[англ.] в Аруре (37 раз, родной город Сундарара);
- храм Шивы в Вилимилалей (24 раза).

Почти 200 таких храмов было сосредоточено на родине династии Чолов — так называемой «Чоланаду», дельте и нижнем течении реки Кавери.